# Curiate (Omã)
Curiate‎ (em árabe: قريات‎; romaniz.: Qurayyat) é uma localidade da província de Mascate e capital do vilaiete de Curiate, no Omã. Segundo censo de 2010, tinha 21 467 habitantes. Compreende uma área de 33 quilômetros quadrados.
Curiate foi uma das cidades conquistadas pelos portugueses durante a campanha militar de 1507, chefiada por Afonso de Albuquerque. Curiate desempenhou um papel crucial como ponto estratégico ao longo da costa omani durante o período de influência portuguesa. Integrada na rede de cidades fortificadas ao longo do Golfo, Curiate tornou-se parte essencial do sistema de defesa e comércio estabelecido pelos portugueses na região.